# Auvinyà

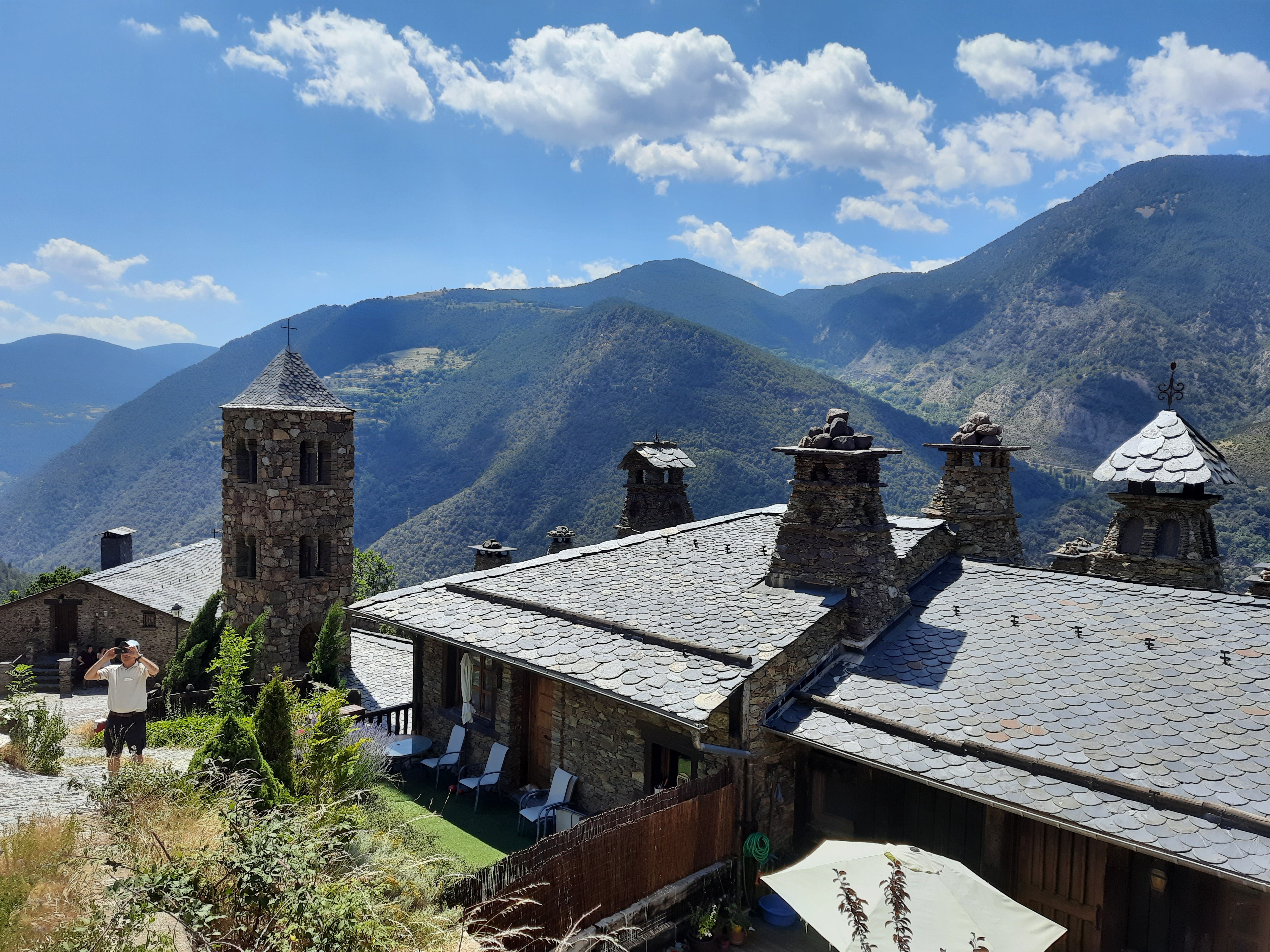

Auvinyà (també Aubinyà) és un nucli de població del Principat d'Andorra situat a la parròquia de Sant Julià de Lòria. L'any 2009 tenia 182 habitants.
Hi ha l'església de Sant Iu d'Auvinyà.